# Trollhättan (đô thị)
Đô thị Trollhättan (Trollhättan kommun) là một đô thị ở hạt Västra Götaland phía tây Thụy Điển. Thủ phủ là thành phố Trollhättan.
Đô thị hiện nay được thành lập dần vào các năm 1967, 1971 và 1974 trong các cuộc cải cách chính quyền địa phương năm 1974 khi thành phố Trollhättan (được thành lập năm 1916) được hợp nhất với các đô thị xung quanh.

## Liên kết ngoài

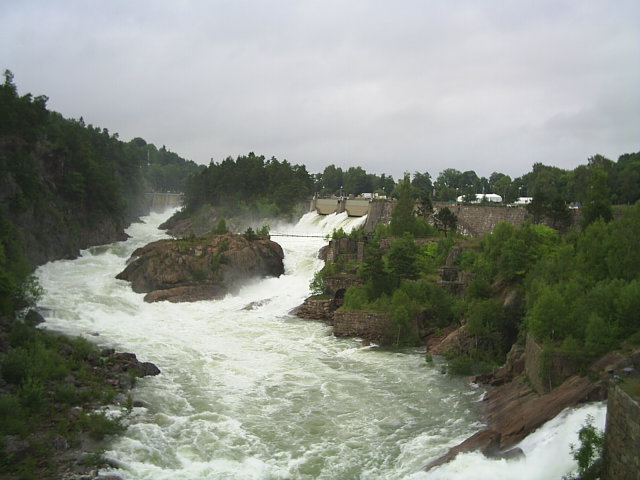
Thác nước ở Trollhättan

## Các trung tâm dân cư
- Björndalen
- Sjuntorp
- Skogshöjden
- Trollhättan (thủ phủ)
- Upphärad
- Velanda
- Väne-Åsaka